# Winiary Fabryka
Winiary Fabryka – zlikwidowana towarowa stacja kolejowa znajdująca się w Kaliszu na terenie fabryki Winiary-Nestlé w dzielnicy Winiary. Stacja znajdowała się na końcu nieużywanej od lat 90. XX wieku i zarazem nieprzejezdnej obecnie linii Kalisz Winiary – Winiary Fabryka.